# Pau Cendrós
Pablo Cendrós López dit Pau Cendrós est un footballeur espagnol, né le 1er avril 1987 à Palma en Espagne. Il évolue au poste d'arrière droit à l'UE Sant Julià.

## Palmarès
Vierge